# Град Панчево
Град Панчево је један од градова у Србији. Налази се у АП Војводина и спада у Јужнобанатски округ. По подацима из 2004. град заузима површину од 759 km² (од чега на пољопривредну површину отпада 63.225 ha, а на шумску 1.085 ha).
Средиште града као и округа је градско насеље Панчево. Град Панчево се састоји од 10 насеља: 2 градска (Качарево, Панчево) и 8 сеоских насеља. Према подацима са последњег пописа 2022. године у граду је живело 115.454 становника (према попису из 2011. било је 123.414 становника). У граду се налази 19 основних и 8 средњих школа.

## Насеља

### Градска
| # | Насеље   | Статус         | Град    |
| 1 | Качарево | градско насеље | Панчево |
| 2 | Панчево1 | г. н.          | Панчево |
| 3 | Старчево | г. н.          | Панчево |

Напомене:

### Сеоска
| # | Насеље             | Статус        | Град    |
| 1 | Банатски Брестовац | сеоско насеље | Панчево |
| 2 | Банатско Ново Село | с. н.         | Панчево |
| 3 | Глогоњ             | с. н.         | Панчево |
| 4 | Долово             | с. н.         | Панчево |
| 5 | Иваново            | с. н.         | Панчево |
| 6 | Јабука             | с. н.         | Панчево |
| 7 | Омољица            | с. н.         | Панчево |

## Етничка структура
| Етнички састав према попису из 2002.‍ | Етнички састав према попису из 2002.‍ | Етнички састав према попису из 2002.‍ | Етнички састав према попису из 2002.‍ | Етнички састав према попису из 2002.‍ |
| ------------------------------------ | ------------------------------------ | ------------------------------------ | ------------------------------------ | ------------------------------------ |
|                                      |                                      |                                      |                                      |                                      |
| Срби                                 | Срби                                 |                                      | 0                                    | 76,38%                               |
| Македонци                            | Македонци                            |                                      | 0                                    | 4,14%                                |
| Румуни                               | Румуни                               |                                      | 0                                    | 3,19%                                |
| Мађари                               | Мађари                               |                                      | 0                                    | 3,17%                                |
| Југословени                          | Југословени                          |                                      | 0                                    | 2,35%                                |
| Словаци                              | Словаци                              |                                      | 0                                    | 1,24%                                |
| Роми                                 | Роми                                 |                                      | 0                                    | 1,09%                                |
| Остали                               | Остали                               |                                      | 0                                    | 8,44%                                |

| Етнички састав према попису из 2011.‍ | Етнички састав према попису из 2011.‍ | Етнички састав према попису из 2011.‍ | Етнички састав према попису из 2011.‍ | Етнички састав према попису из 2011.‍ |
| ------------------------------------ | ------------------------------------ | ------------------------------------ | ------------------------------------ | ------------------------------------ |
|                                      |                                      |                                      |                                      |                                      |
| Срби                                 | Срби                                 |                                      | 97.499                               | 79,00%                               |
| Македонци                            | Македонци                            |                                      | 4.558                                | 3,69%                                |
| Мађари                               | Мађари                               |                                      | 3.422                                | 2,77%                                |
| Румуни                               | Румуни                               |                                      | 3.173                                | 2,57%                                |
| Роми                                 | Роми                                 |                                      | 2.118                                | 1,71%                                |
| Словаци                              | Словаци                              |                                      | 1.411                                | 1,14%                                |
| остали                               | остали                               |                                      | 4.531                                | 3,67%                                |
| неизјашњени                          | неизјашњени                          |                                      | 4.278                                | 3,46%                                |
| непознато                            | непознато                            |                                      | 1.675                                | 1,36%                                |
| укупно: 123.414                      |                                      |                                      |                                      |                                      |

### Популација и бројније етничке групе по ранијим пописима
По подацима из 1743. године, већина насељених места на данашњем општинском подручју Града Панчева имала је српску већину, док је сам град Панчево имао мешовито српско-немачко становништво. Због колонизације Немаца (а и других народа) на ово подручје, процентуални удео српског становништва се знатно смањио, тако да су почетком 20. века на данашњем општинском подручју Града Панчева Немци били бројнији од Срба, док су у самом граду Панчеву Срби и даље остали најбројнија етничка група (по подацима из 1910. године у граду Панчеву је било 41,88% Срба и 35,89% Немаца).
| Година | Број становника | Срби   | Немци  | Румуни | Мађари | Словаци | Хрвати | Роми  | Остали |
| 1910.  | 62.491          | 31,00% | 36,72% | 15,77% | 10,30% | 2,05%   | 2,20%  | 0,53% | 1,43%  |
| 1930.  | 63.158          | 36,15% | 38,50% | н. п.  | 7,37%  | н. п.   | н. п.  | н. п. | 17,96% |
| 1960.  | 93.744          | 64,40% | 0,00%  | 7,71%  | 8,17%  | 2,30%   | 2,99%  | 0,22% | 14,21% |
| 1991.  | 122.534         | 68,92% | 0,24%  | 4,03%  | 4,02%  | 1,39%   | 1,35%  | 0,79% | 19,26% |
| 2002.  | 127.162         | 76,38% | 1,09%  | 3,19%  | 3,17%  | 1,24%   | 0,91%  | 1,09% | 12,93% |
| 2011.  | 123.414         | 79,00% | 0,16%  | 2,57%  | 2,77%  | 1,14%   | 0,71%  | 1,71% | 11,94% |

## Познате личности
- Нађа Хигл
- Оља Ивањицки
- Снежана Бабић Снеки
- Душан Борковић
- Зоран Гајић
- Жикица Милосављевић
- Миленко Топић
- Анђелко Ђуричић

## Галерија
- Трг слободе
- Зграда Магистрата у Панчеву, садашњи градски музеј.
- Народна башта
- Народна башта
- Успенска црква у Панчеву
- Успенска црква
- Успенска црква
- парк Барутана
- Панчево, ушће реке Тамиш у Дунав.
- Светионик на реци Тамиш у Панчеву
- Тамишки кеј
- Кеј у Панчеву, река Тамиш.
- Ресторан „Ветрењача” поред Тамиша
- Железничка станица Тамиш
- Железничка станица Тамиш
- Панчево, улица Николе Тесле
- Сунчани сат
- Корзо
- Православни крст у градском парку
- Болница
- Статуа Стевана Шупљикца испред болнице
- Стари део Панчева 2006. год.
- Закова кућа
- Зграда аутобуске станице у Панчеву (2006)
- Кип Светог Флоријана
- Евангелистичка црква
- Римокатоличка црква у Панчеву
- БИГ шопинг центар
- Храм Преображења Господњег
- Трг Краља Петра I
- Зграда аутобуске станице у Панчеву (2020)